# Trimosa
Trimosa fou una marca catalana de motocicletes, fabricades per l'empresa Triciclos, Motocicletas, S.A. a Manresa, Bages, durant els anys 60. L'empresa, situada al passatge Puigdeberenguer de Manresa, fabricava un model de 50 cc Sport, un turisme (senyora) i tricicles de repartiment. Va matricular 132 vehicles el 1964 i tretze el 1965.